# Philipp Kitzinger
Philipp Kitzinger (* 11. Januar 1906 in München; † 1986) war ein deutscher Rechtsanwalt, der am 1. August 1945 kommissarisch als nicht gewählter Landrat für den Landkreis Schrobenhausen eingesetzt wurde.

## Werdegang
1923 gehörte Kitzinger dem Stoßtrupp Adolf Hitler an und war, 1927, während seines juristischen Studiums an der Ickstattstraße 28 in München wohnhaft. Seit 1932 war er als Rechtsanwalt in Schrobenhausen zugelassen. In der Zeit des Nationalsozialismus galt er als „Jüdischer Mischling“, wurde aber erst im Zuge der Novemberpogrome 1938 von der Verwaltungsbehörde des Bezirksamts Schrobenhausen belangt. Dabei half ihm jedoch seine nachgewiesene Teilnahme am Stoßtrupp Hitlers, so dass er seine berufliche Tätigkeit fortsetzen konnte, ab 1943 als juristischer Sachbearbeiter. Kitzinger wurde am 1. August 1945 durch die amerikanische Militärregierung als Landrat (kommissarisch) des oberbayerischen Landkreises Schrobenhausen eingesetzt. Er blieb bis Ende März 1946 im Amt und leitete in dieser Funktion den Wiederaufbau der Verwaltungsorganisation in der Region. Anschließend nahm Kitzinger seine Tätigkeit als Rechtsanwalt wieder auf, der er bis zu seinem Tode 1986 nachging.